# Le Sac à malice
La Souris verte Minute moumoute
Le Sac à malice est une série télévisée québécoise destinée aux enfants d'âge pré-scolaire d'environ 13 minutes diffusée du 4 janvier au 30 novembre 1972 à la Télévision de Radio-Canada, à une cadence de deux fois la semaine, le mardi et le jeudi à 10 h 15. Cette série remplaçait La Souris verte.

## Synosis
« L'auteur Henriette Major a créé deux personnages principaux : Louisette (rôle tenu par Louisette Dussault) et Bouboule (rôle tenu par Alain Gélinas). Ces deux personnages apprendront aux petits à se divertir tout en s'émerveillant de découvrir le monde dans lequel ils vivent. Quatre ou cinq enfants seront invités à participer à l’enregistrement du Sac à malice. L'émission prévoit des jeux, du bricolage, des contes, des chansons, des marionnettes, etc. Le Sac à malice sera réalisé le mardi et le jeudi par Renault Gariépy. »
La série fut remplacée par Minute moumoute à partir du 5 décembre 1972.

## Fiche technique
- Auteur : Henriette Major
- Réalisation : Renault Gariépy
- Musique : Michel Dussault
- Société de production : Société Radio-Canada

## Distribution
- Louisette Dussault : Louisette
- Alain Gélinas : Bouboule

## Commentaires
« Le premier film d'animation fait par ordinateur pour la télévision francophone au Canada est celui du titre de l'émission le Sac à malice qui est télévisée en couleur le mardi et le jeudi à 10 h 15, à la chaîne francophone de Radio-Canada.
Ce film a été conçu par André Théroux. Michel Dussault en a composé la trame musicale et Thérèse Bernard en a fait le montage ».